# 威斯巴登疗养公园
疗养公园（德語：Kurpark）是德国威斯巴登的一个英式庭園，从市中心向东北方伸展。公园于1852年兴建，占地7.5万平方米，拥有可供划船的湖泊及喷射高度达6米的喷泉，被誉为威斯巴登最美的公园。

## 图集

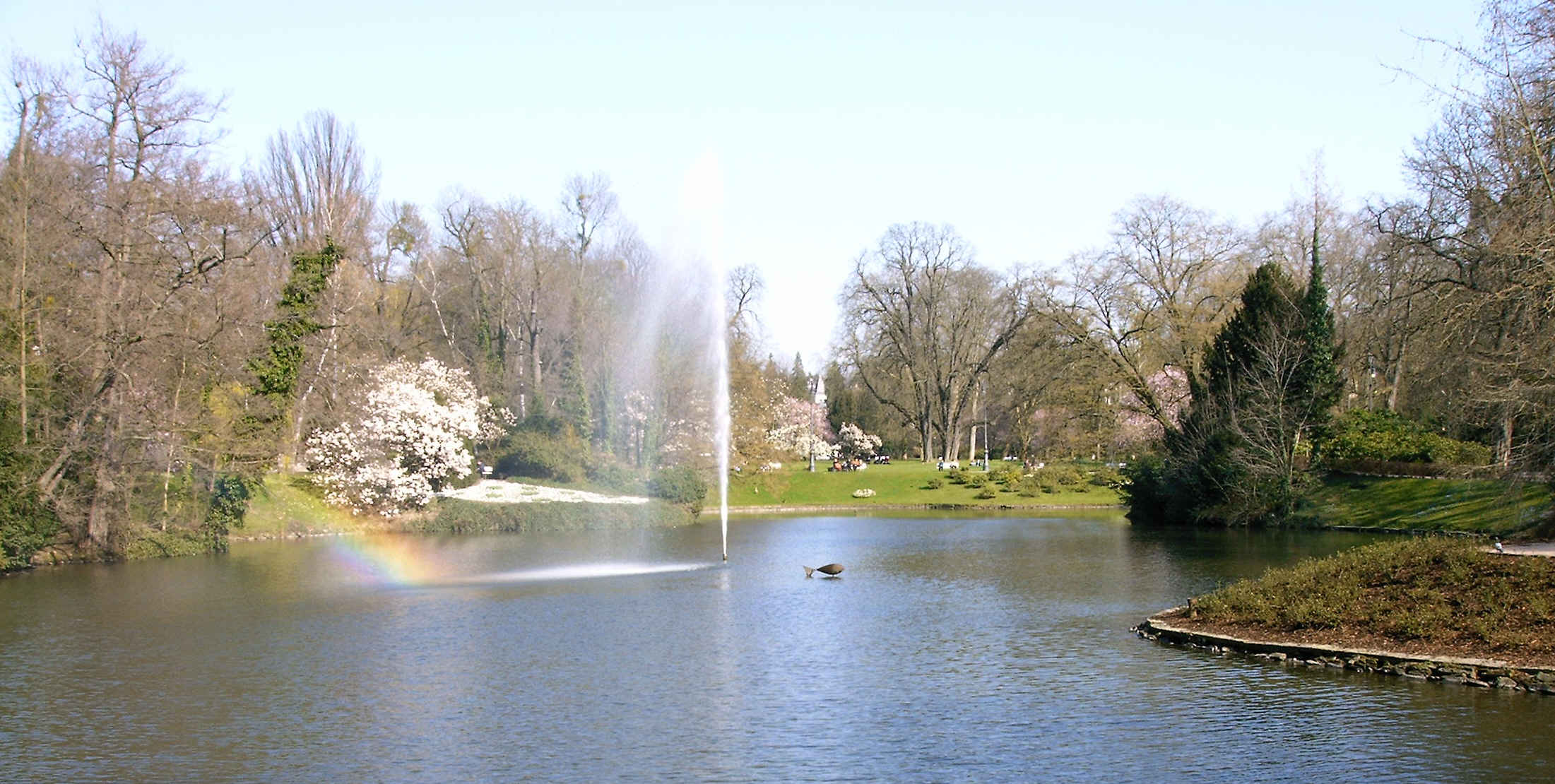
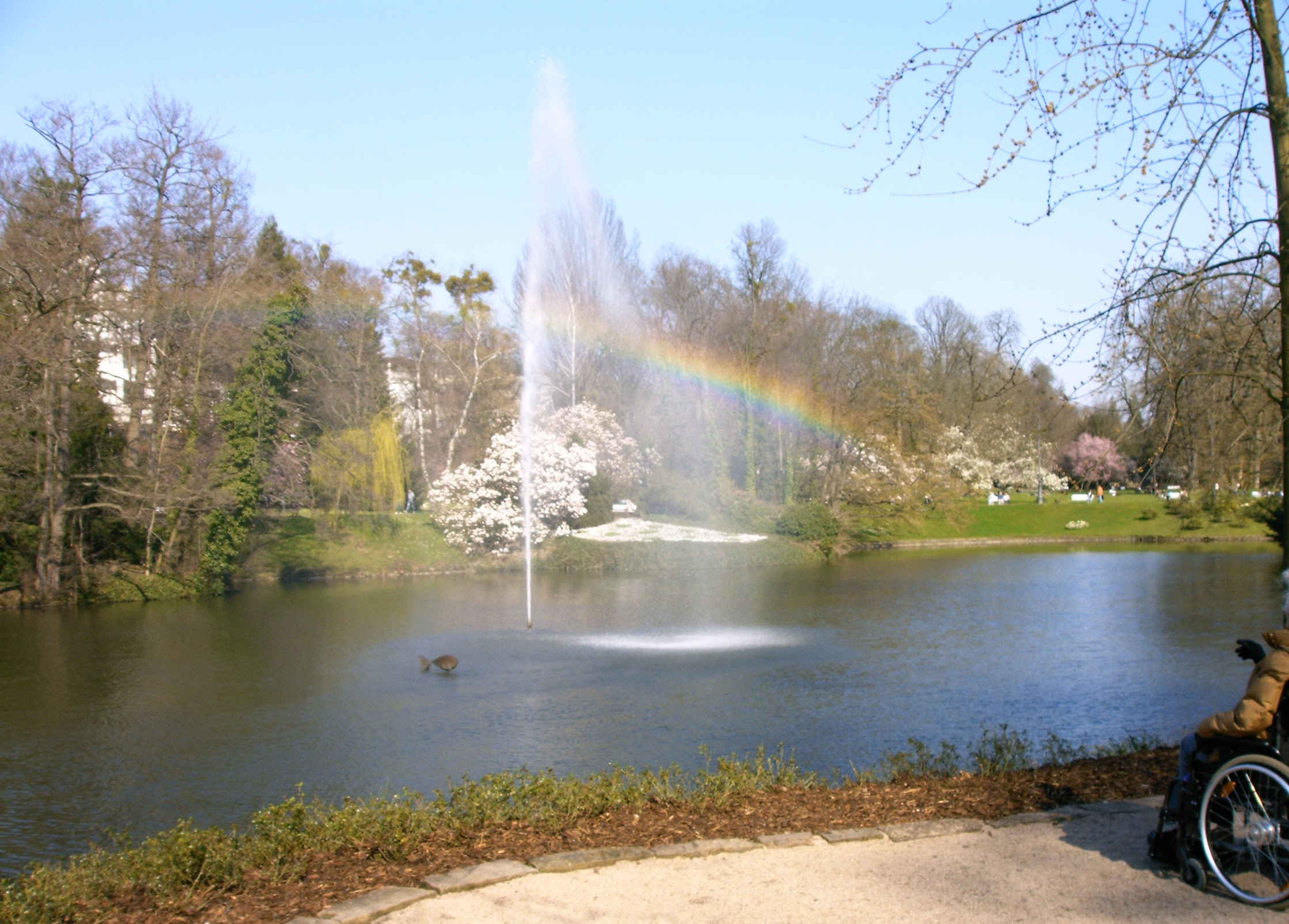
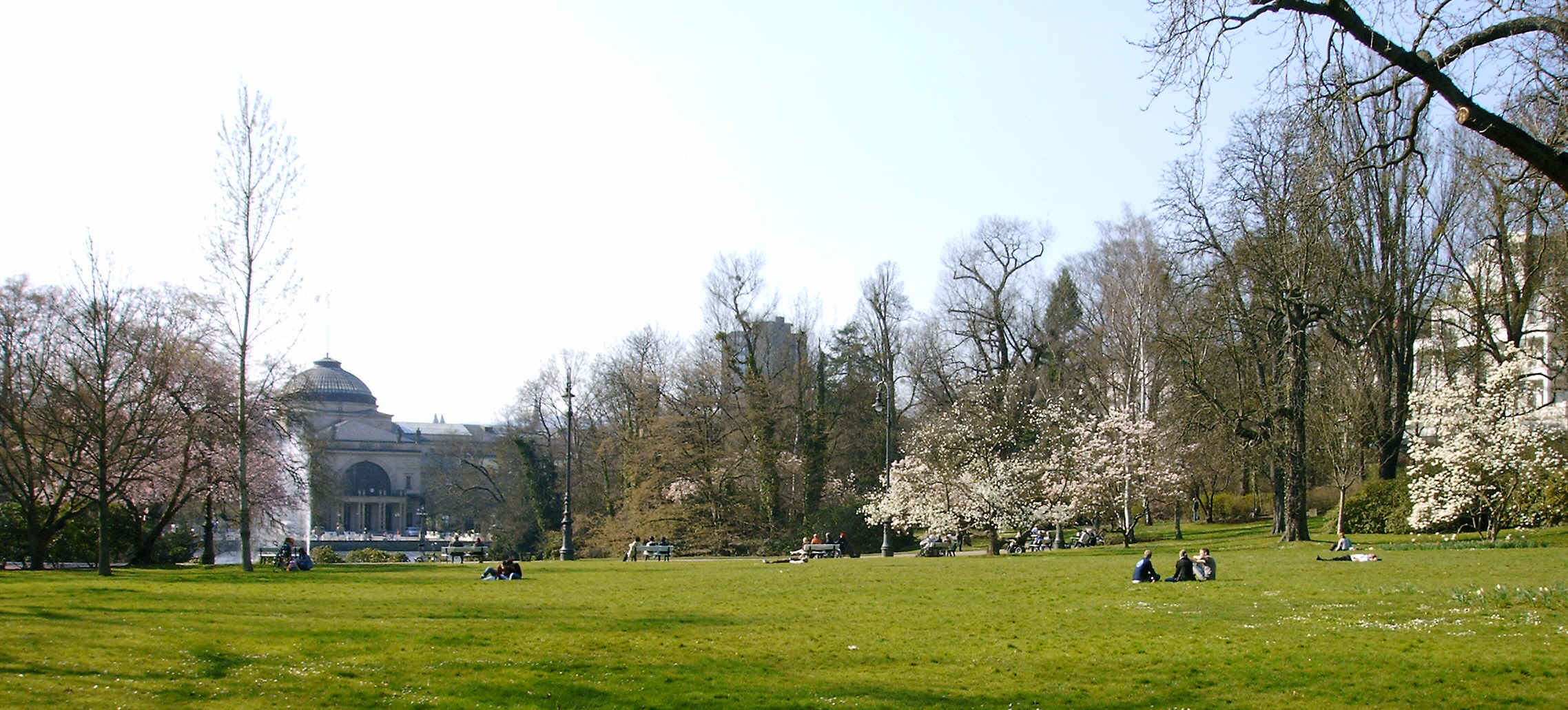
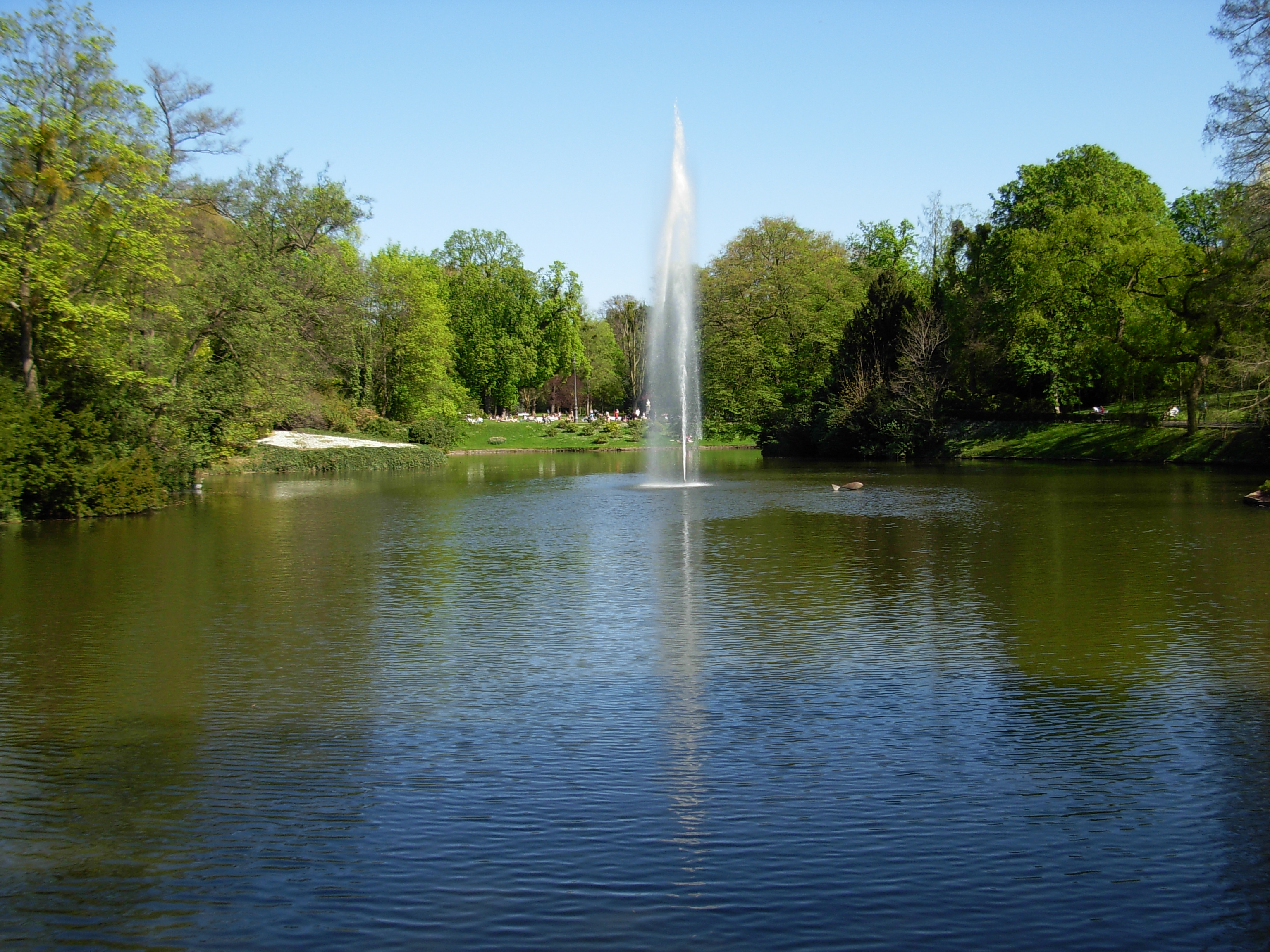
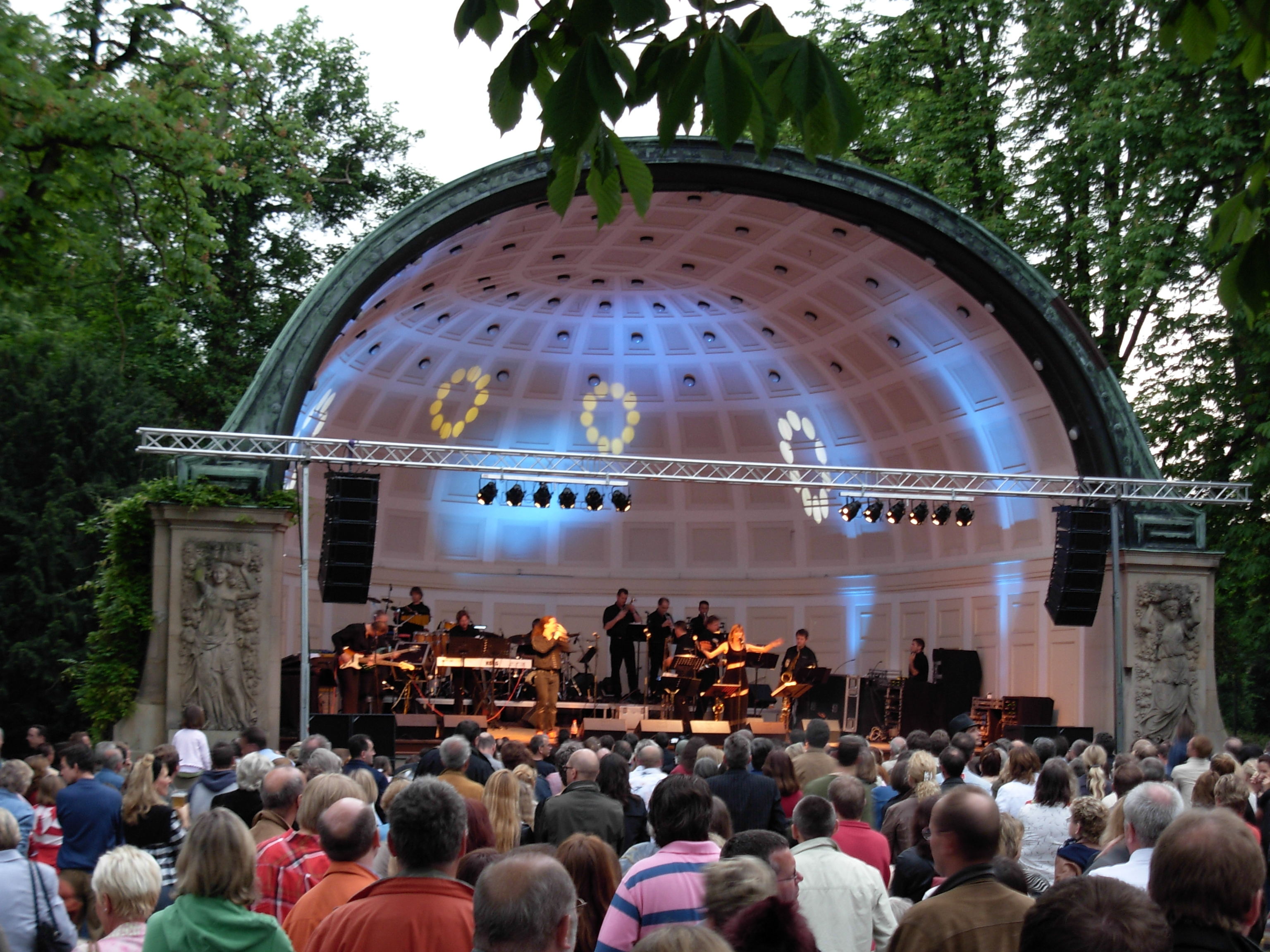
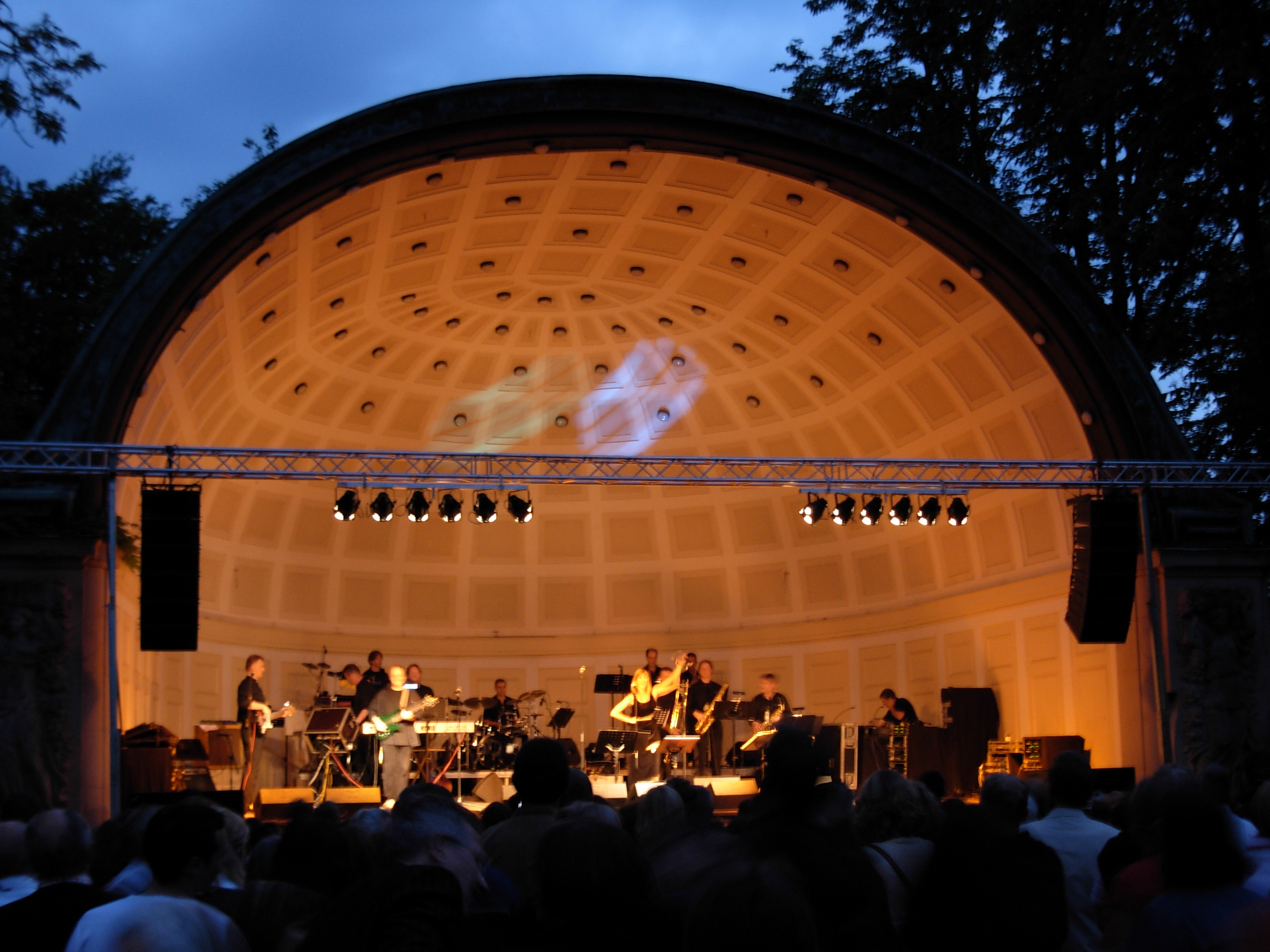
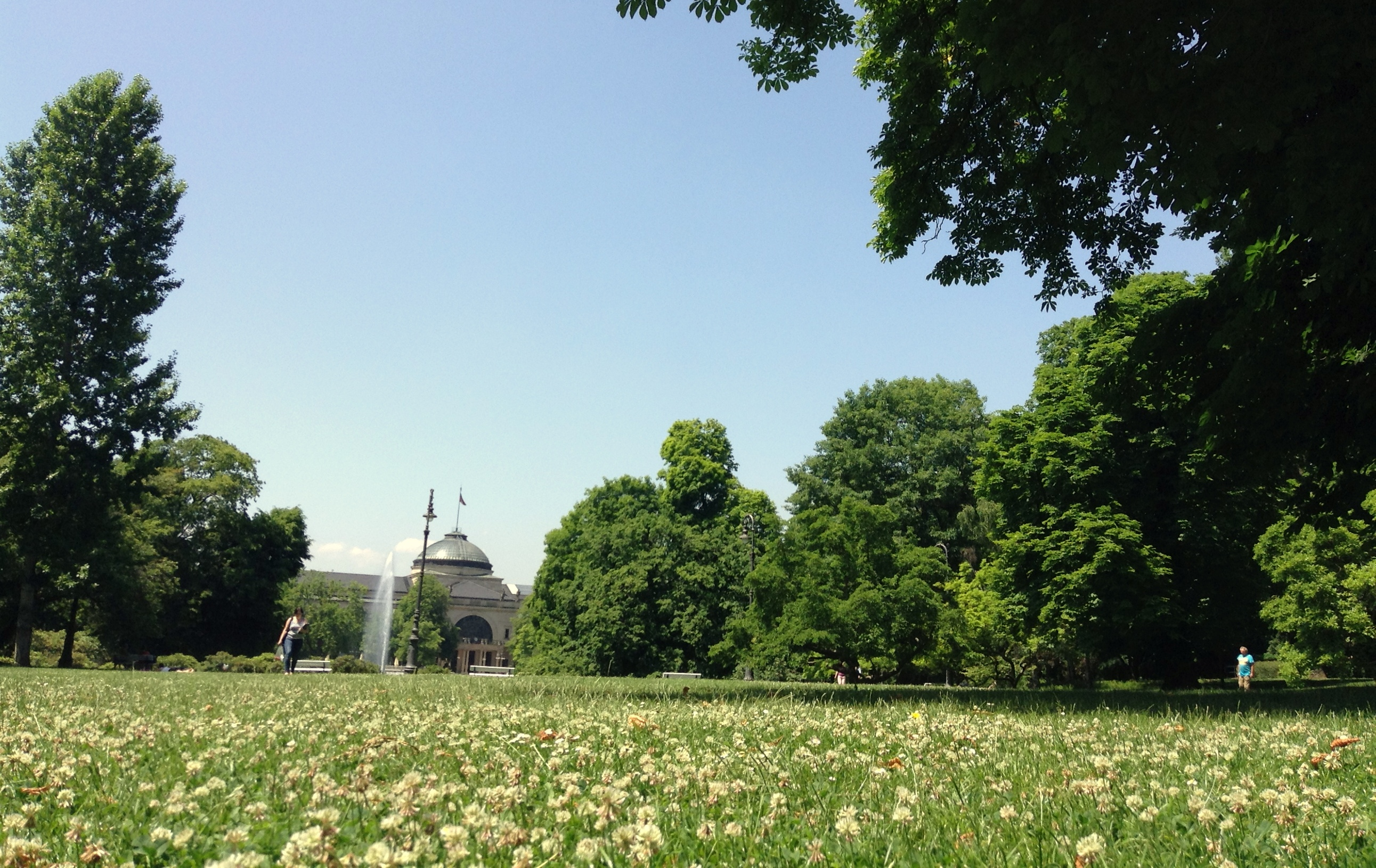
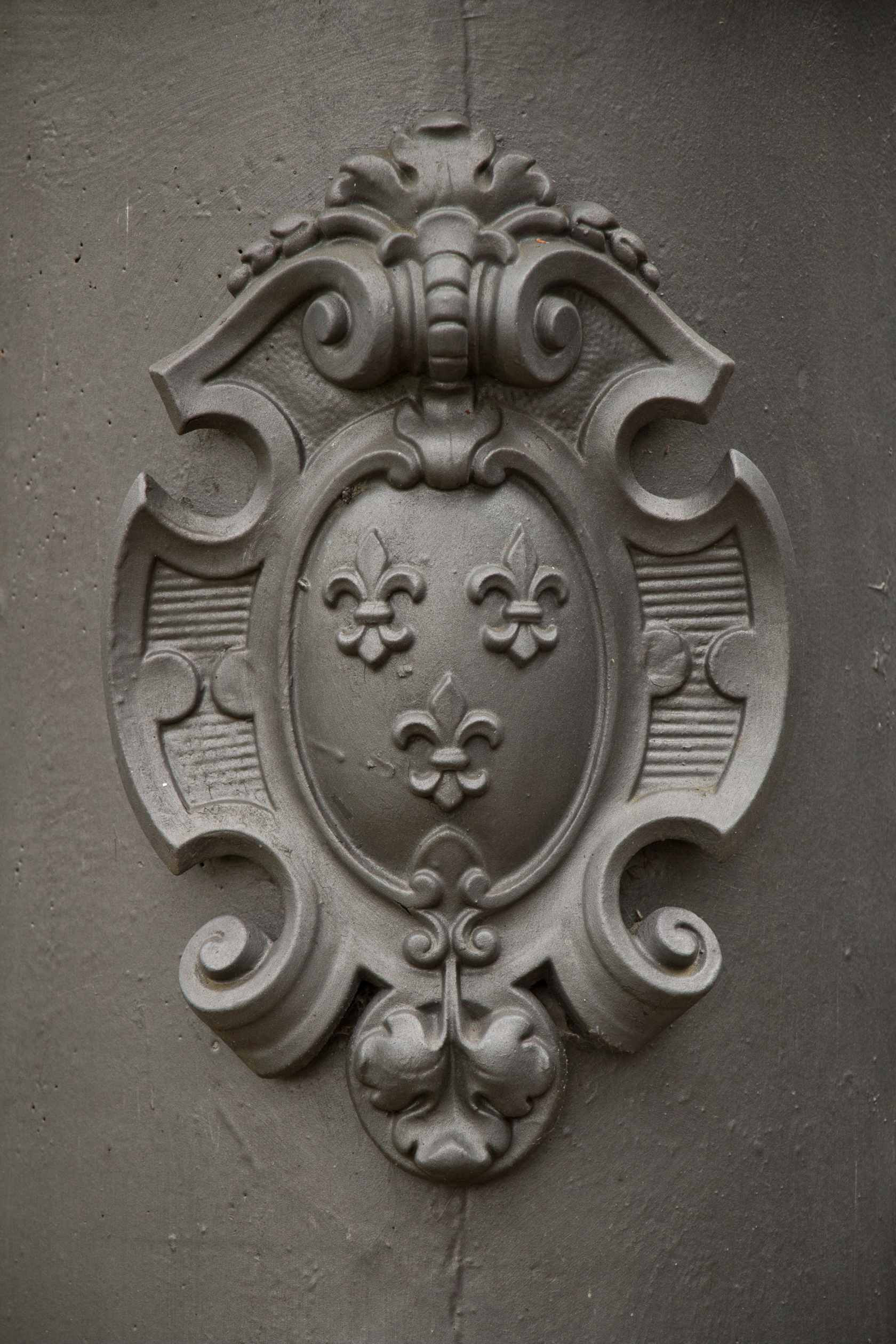